# Escher Wyss

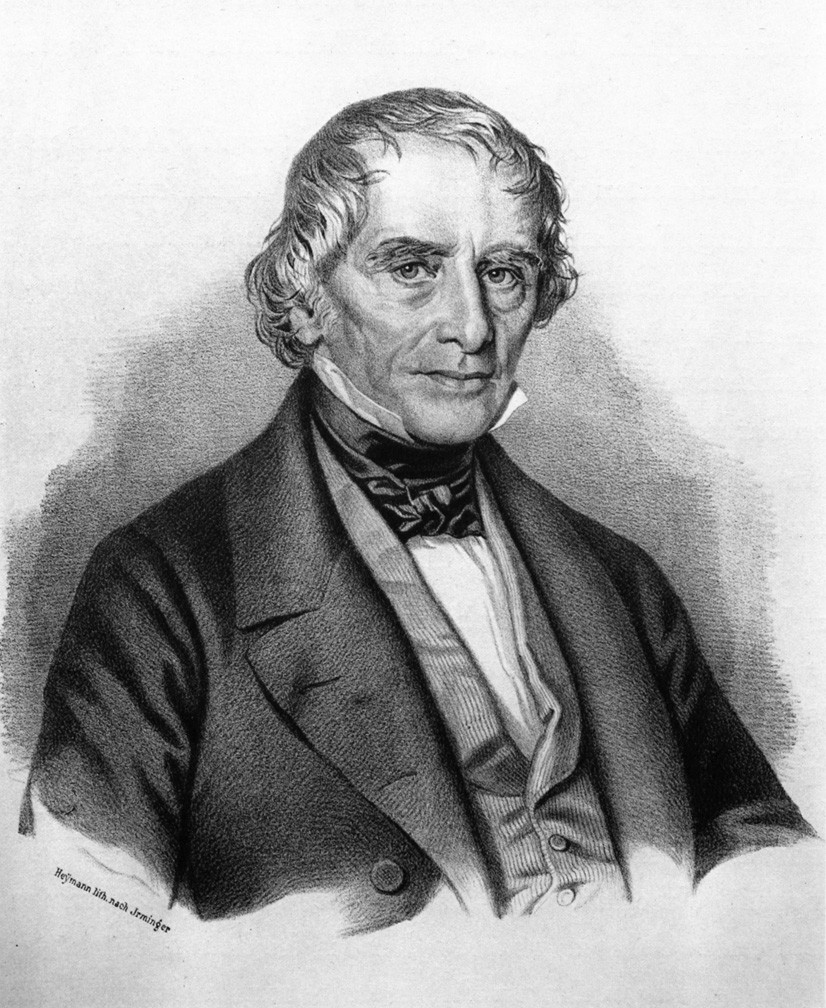
Hans Caspar Escher, architecte et homme politique de Zurich, un des fondateurs d’Escher Wyss.

Escher Wyss est une entreprise suisse spécialisée dans la fabrication de turbines ayant son siège à Zurich. 

## Histoire
La société Escher, Wyss & Cie est fondée en 1805 par Hans Caspar Escher et Salomon von Wyss. D'abord une filature mécanique, leurs ateliers s'agrandissent avec des machines textiles, des dispositifs de transmission d'énergie et des roues et turbines hydrauliques. À partir de 1835, les ateliers produisent des bateaux, des machines à vapeur et des locomotives. La société ouvre de nouveaux ateliers à Leesdorf en 1840 et à Ravensbourg en 1856. En 1855, Escher Wyss est à l'origine du premier bateau à vapeur construit entièrement en Suisse, l'Hirondelle. Les activités de filature cessent en 1860. L'usine de Zurich-Hard est inaugurée en 1894. L'entreprise construit également le bateau à aubes France.
Lors des trois premières décennies du XXème siècle, Escher, Wyss & Cie vend ses turbines à vapeur pour centrales électriques thermiques, bateaux et locomotives dans de nombreux projets industriels de grande envergure, comme les machines de la centrale hydroélectrique de Niederwartha (1927). L'ingénieur Jakob Ackeret y travaille de 1928 à 1932. La société devient Escher Wyss AG en 1935.
Durant la Seconde Guerre mondiale, le site de Ravensbourg emploie des prisonniers de guerre.
En 1969, elle est acquise par Sulzer, qui recrée la société Sulzer-Escher Wyss AG en 1983 qui se spécialise dans l'hydraulique et les turbomachines thermiques.

## Personnalités
- Klaus Schwab, directeur[6]